# Fantasy (álbum de Carole King)
Fantasy es un álbum de la cantante y compositora Carole King, lanzado en 1973.
En esta ocasión, King compuso todas las canciones de álbum.
En el momento de su lanzamiento, solo alcanzó el puesto #6 en las listas del Billboard, pero se ha mantenido muy bien considerado por sus seguidores en las décadas siguientes.
Uno de los temas del álbum es una canción llamada "Haywood", que es sobre la adicción a las drogas.
La pista del idioma español "Corazón" fue un sencillo con éxito moderado, así como la canción "Believe in Humanity". "You Light Up My Life", la cara-B del sencillo "Believe in Humanity", también entró en las listas.

## Lista de canciones
1. "Fantasy Beginning" – 1:03
2. "You've Been Around Too Long" – 3:42
3. "Being at War With Each Other" – 3:27
4. "Directions" – 3:29
5. "That's How Things Go Down" – 3:01
6. "Weekdays" – 2:45
7. "Haywood" – 4:47
8. "A Quiet Place to Live" – 1:56
9. "Welfare Symphony" – 3:47
10. "You Light Up My Life" – 3:14
11. "Corazón" – 4:06
12. "Believe in Humanity" – 3:19
13. "Fantasy End" – 1:25

- Todas compuestas por Carole King.

## Músicos
- Carole King - guitarra, piano, voces
- Danny Kortchmar - guitarra, voces
- David T. Walker - guitarra
- Charles Larkey - bajo
- Susan Ranney - bajo
- Harvey Mason, Sr. - percusión
- Bobbye Hall - percusión
- Eddie Kendricks - voces
- Tom Scott, Curtis Amy, Ernie Watts, Mike Altschul - saxofón
- Chuck Findley, Ollie Mitchell, Al Aarons - trompeta
- Charles Loper, George Bohannon, Richard Hyde - trombón
- Ken Yerke, Barry Socher, Sheldon Sanov, Haim Shtrum, Kathleen Lenski, Miwako Watanabe, Glen Dicterow, Polly Sweeney, Robert Lipsett, Gordon Marron Strings - violín
- Denyse Buffum, David Campbell, Alan DeVeritch, Ronald Folsom - viola
- Jeffrey Solow, Judith Perett - chelo

- Datos: Q5434259